# Илеза (приток Старой Тотьмы)
Илеза (в верховье — Илезка) — река в Вологодской области России.
Протекает по территории Бабушкинского района. Исток находится восточнее посёлка Илезка, слиянием с рекой Вотчей образует реку Старую Тотьму в 49 км от её устья, являясь правой составляющей. Длина реки — 85 км.
Вдоль течения реки, кроме посёлка Илезка, расположены населённые пункты Тимановского сельского поселения, в том числе административный центр поселения — деревня Тиманова Гора.

## Притоки (км от устья)
- 8 км: река Шориньга (пр)
- 29 км: река Кептур (лв)
- 38 км: река Перденька (пр)
- 43 км: река Лугода (лв)
- 45 км: река Левашка (пр)

## Данные водного реестра
По данным государственного водного реестра России относится к Двинско-Печорскому бассейновому округу, водохозяйственный участок реки — Северная Двина от начала реки до впадения реки Вычегда, без рек Юг и Сухона (от истока до Кубенского гидроузла), речной подбассейн реки — Сухона. Речной бассейн реки — Северная Двина.
Код объекта в государственном водном реестре — 03020100312103000008534.